# Keckiella breviflora
Keckiella breviflora là một loài thực vật có hoa trong họ Mã đề. Loài này được (Lindl.) Straw mô tả khoa học đầu tiên năm 1967.

## Hình ảnh

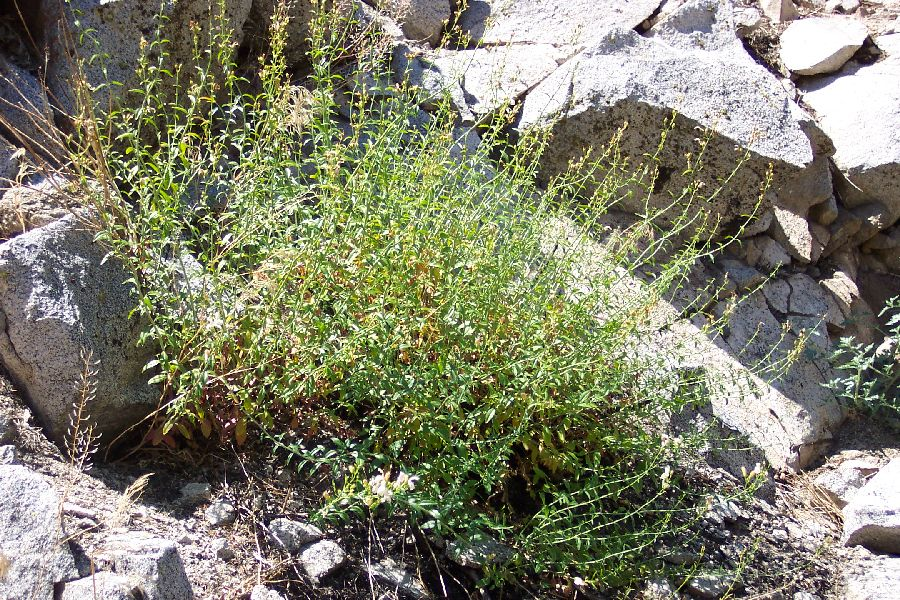